# Allsvenskan de 1976
A Primeira Divisão do Campeonato Sueco de Futebol da temporada 1976, denominada oficialmente de Allsvenskan 1976, foi a 52º edição da principal divisão do futebol sueco. O campeão foi o Halmstads BK que conquistou seu 1º título na história da competição.

## Classificação final
| Pos. | Equipe          | J  | V  | E  | D  | GP | GC | Pts | SG  |
| ---- | --------------- | -- | -- | -- | -- | -- | -- | --- | --- |
| 1    | Halmstads BK    | 26 | 17 | 4  | 5  | 56 | 27 | 38  | +29 |
| 2    | Malmö FF        | 26 | 12 | 11 | 3  | 37 | 21 | 35  | +16 |
| 3    | Östers IF       | 26 | 12 | 8  | 6  | 51 | 39 | 32  | +12 |
| 4    | Landskrona BoIS | 26 | 12 | 8  | 6  | 34 | 34 | 32  | 0   |
| 5    | Örebro SK       | 26 | 9  | 11 | 6  | 42 | 34 | 29  | +8  |
| 6    | Kalmar FF       | 26 | 10 | 7  | 9  | 38 | 43 | 27  | -5  |
| 7    | AIK Fotboll     | 26 | 6  | 13 | 7  | 38 | 35 | 25  | +3  |
| 8    | Hammarby IF     | 26 | 10 | 4  | 12 | 40 | 33 | 24  | +7  |
| 9    | IFK Norrköping  | 26 | 10 | 4  | 12 | 47 | 48 | 24  | -1  |
| 10   | IF Elfsborg     | 26 | 8  | 8  | 10 | 42 | 48 | 24  | -6  |
| 11   | Djurgårdens IF  | 26 | 9  | 6  | 11 | 32 | 38 | 24  | -6  |
| 12   | IFK Sundsvall   | 26 | 9  | 4  | 13 | 43 | 57 | 22  | -14 |
| 13   | Åtvidabergs FF  | 26 | 6  | 6  | 14 | 34 | 46 | 18  | -12 |
| 14   | Örgryte IS      | 26 | 3  | 4  | 19 | 24 | 55 | 10  | -31 |

## Premiação
| Allsvenskan 1976                 |
| Sweden                           |
| -------------------------------- |
| HALMSTADS BK Campeão (1º título) |

## Artilharia
|    | Jogador         | Clube           | Gols |
| -- | --------------- | --------------- | ---- |
| 1. | Rutger Backe    | Halmstads BK    | 21   |
| 2. | Sonny Johansson | Landskrona BoIS | 15   |
| 2. | Tomas Nordahl   | Örebro SK       | 14   |